# Aglona
Aglona (letgallisk: Aglyuna) er en mindre by i Latgale i Aglonas novads og er Aglonas pagasts centrum med lige godt 964 indbyggere. Den ligger mellem søerne Cirišs og Aglona omtrent 234 kilometer fra Riga – hovedstaden i Letland. 
I Aglona ligger Aglona Basilika, som er et vigtigt romersk-katolsk religiøst center i det østlige Letland. Aglonas oprindelse går tilbage til overgangen mellem det 17.- og 18. århundrede, hvor munke fra dominikanerordenen opførte et kloster og en kirke.